# Родина (фильм, 2006)
«Родина» (узб. Vatan) — художественный фильм узбекского режиссёра Зульфикара Мусакова, посвященный проблеме верности Родине, любви в узбекском обществе ХХ — начала XXI века.

## Сюжет
История жизни узбека, из узбекского села Шортепа, пережившего войны, фашистские и сталинские лагеря, проживающего в Америке. Это один из наиболее масштабных проектов узбекского кинематографа. Картина о войне и мире, о любви и предательстве. Специально для этого фильма на территории студии «Узбекфильм» были построены декорации концлагеря и зон военных действий. Заокеанские эпизоды были отсняты в США.

## Награды
- Фильм с успехом участвовал на ХХVI Международном Московском Кинофестивале, VIII Московском кинофестивале стран СНГ и Балтии и Лондонском международном кинофестивале[1].